# Loxura numana
Loxura numana är en fjärilsart som beskrevs av Hans Fruhstorfer 1912. Loxura numana ingår i släktet Loxura och familjen juvelvingar. Inga underarter finns listade i Catalogue of Life.